# Терметрио (Бриндизи)
Терметрио (итал. Termetrio) је насеље у Италији у округу Бриндизи, региону Апулија.
Према процени из 2011. у насељу је живело 23 становника. Насеље се налази на надморској висини од 308 м.